# Doninha-de-patas-pretas
A doninha-de-patas-pretas (Mustela nigripes), também conhecida como toirão-americano
ou furão-do-pé-preto, é uma espécie de mustelídeo nativa do centro de América do Norte. Está listada como em perigo pela IUCN por ocorrer em populações restritas e diminutas. Descoberta pela primeira vez por Audubon e Bachman em 1851, a espécie entrou em declíneo populacional ao longo do século XX em resultado da diminuição drástica da população de cães-da-pradaria e devido à peste silvestre.
Foi declarada extinta em 1979 até que um cão de uma família de criadores de gado, John e Lucille Hogg lhes levou um espécime morto para a sua porta, em Meeteetse, Wyoming em 1981. A restante e diminuta população manteve-se até 1987, quando estes animais foram considerados como Espécie extinta na natureza. Contudo, através de um programa de procriação em cativeiro da responsabilidade do United States Fish and Wildlife Service, foi possível a sua reintrodução em oito estados e no México, de 1991 a 2008. 
Existem atualmente cerca de 1000 indivíduos adultos nascidos em estado selvagem, perfazendo cerca de 18 populações, com quatro populações auto-sustentadas no Dakota do Sul (duas), Arizona e Wyoming.
Em 2020, uma equipa de cientistas clonou uma doninha-de-patas-pretas chamada Elizabeth Ann a partir das células congeladas de um ancestral numa conquista histórica que impulsiona os esforços de conservação. Elizabeth Ann foi criada a partir das células de Willa, outra doninha-de-patas-pretas que viveu há mais de 30 anos.